# Цептер Интернешънъл
Вижте пояснителната страница за други значения на Цептер.
„Цептер“ (Zepter) е компания със седалище в Швейцария. Предлага продукти за здравословен начин на живот в 40 държави. Основана е в гр. Линц Австрия през 1986 г. Към септември 2012 г. има 7 производствени бази в Германия, Италия и Швейцария, 130 000 търговски консултанти и 760 милиона продадени продукта в цял свят.

## История
1986 г. Основаване на Цептер в гр. Линц, Австрия. Произвеждат се първите продукти в гр. Милано, Италия. Те представляват съдове за готвене и предмети за декорация на маса.

1994 г. Създаване на бранд Цептер Cosmetics, който включва швейцарски козметични продукти с разкрасяващи и лечебни свойства.

1994 г. Цептер купува швейцарската компания Bioptron AG и стъпва на пазара на медицински уреди за светлинна терапия.

1994 г. Компанията изработва системата за вакуумиране на храната VacSy и придобива патент за нея.

2002 г. Създаване на бранд за уреди за почистване на дома, въздуха и водата, наречен Цептер Home Care.

2004 г. Провеждане на първото издание на международния конкурс за дизайн Artzept.

2005 г. Създаване на бранд Цептер Luxury, който включва произведени в Швейцария часовници, бижутерия, пособия за писане и луксозни предмети за дома.

2009 г. Основаване на Цептер Finance Holding и стъпване в сферата на финансовия, банков и застрахователен бизнес.

2011 г. Основателят на компанията Филип Цептер получава Медал на честта Ellis Island Medal of Honor  за приноса си към по-високото качество на живот на хората по света. Ellis Island Medal of Honour се присъжда само на хора с изключителни заслуги за човечеството. То е официално признато отличие от Сената на САЩ и Камарата на представителите.
Zepter International е подложена на критика за продължаване на дейността си в Русия въпреки международните призиви за изтегляне поради конфликта в Украйна. Критиците твърдят, че чрез поддържане на бизнес дейности Zepter подкопава глобалните усилия за икономическа изолация на Русия, като потенциално подкрепя нейната икономика по време на войната. Компанията продължава да рекламира и продава своите продукти в Русия, с отчетени приходи от 18 милиона долара и платени данъци в размер на 2 милиона долара. 

### Основател
Основател на „Цептер“ е сърбинът Милан Янкович, който след като емигрира със съпругата си в Австрия, променя името си на Филип Цептер. Цептер е моминското име на неговата баба. На немски език означава „скиптър“. Филип Цептер е носител на „Медал на честта“ Ellis Island Medal of Honor от 2011 г.

### Патентовани технологии
„Цептер“ създава технология за здравословно готвене без вода, мазнина и сол, за която придобива патент. След провеждане на множество изследвания компанията изработва съдове с трипластово акутермално дъно от неръждаема стомана – Цептер Metal 316 L, представляваща сплав от хром, никел и молибден (Cr-Ni-Mo 18/12/3), формирано при натиск от 1200 тона сила. Характеристиките на метала са, че се нагрява бързо и равномерно (индукционно нагряване). При употреба съдовете първоначално се загряват, след което подаването на енергия се изключва. Процесът на готвене се поддържа от натрупаната в многопластовата конструкция топлина. Методът премахва необходимостта да се добавя вода, мазнина и сол, както е при традиционното готвене. По този начин приготвената храна запазва витамините и полезните хранителни вещества, които се съдържат в нея, както и вкусовите си качества.

Отличителни елементи на съдовете за готвене на Цептер са термоиндикаторът за отчитане на температурата; топлоизолиращите дръжки; ръбовете, които подпомагат кондензацията и не позволяват разливане. 

Друга патентована от компанията технология е системата за вакуумиране на храната VacSy. Чрез нея храната се съхранява 5 пъти по-дълго, в сравнение с другите познати методи, като полезните ѝ съставки се запазват.

### Компанията в България
„Цептер България“ е основана през 1992 г. Тя е първата компания в страната за директни продажби чрез презентации. Със създаването ѝ са регистрирани първите 24 търговски консултанти, а в рамките на 2 години след това се откриват регионални офиси в 15 града в страната. През 2012 г. броят на търговските консултанти надхвърля 2000 души.

### Мото
„Живейте по-дълго!“ (Live Longer!)

### Подкрепа за спорта
„Цептер“ подкрепя Формула 1, световните шампионати по моторни лодки Водна Формула 1, баскетбол, хокей на лед, хандбал и др.
- Представителството на Цептер в Монте Карло